# دمانتوئید
دمانتوئید  (به انگلیسی: Demantoid) با فرمول شیمیایی  از مجموعه کانی هاست و خواص فیزیکی و شیمیایی دمانتوئید شبیه گرونا و آندرادیت است نام آن از جلای الماسی شدیدش گرفته شده‌است. گاه حاوی Ti می‌باشد. (Schorlomite) متغیر - برای ایزومورف‌های مرتبه بالای آن عناصر Mg- Fe - Ca- Al- V -Cr -Zr -Ti -Mn - Y در کانیها به صورت اولیه یافت می‌شوند. برای اولین بار در ایتالیا کشف شد و از نظر شکل بلور: ورقه‌ها و لایه‌های بلند و خطوط موازی آشکار، رنگ: سبز زیبا، شفافیت: شفاف، جلا: الماسی و در رده‌بندی سیلیکات است و منشأ تشکیل آن ماگمای اولترابازیک - آبرفتها است.
کاربرد آن: به عنوان سنگ ظریف در تزئینات به کار می‌رود.، از نظر ژیزمان کمیاب است و بیشتر در روسیه (اورال)، چک اسلواکی، آلمان شرقی (ساکس)، ایتالیا، تانزانیا و زئیر یافت می‌شود.
نمونه این کانی و گوهر در ایران نیز وجود دارد اما به دلیل شرایط زمین‌شناسی و تکتونیکی دارای ترک های داخلی است، که از کیفیت آن می‌کاهد.